# Kastavenseen-Molkenkammersee

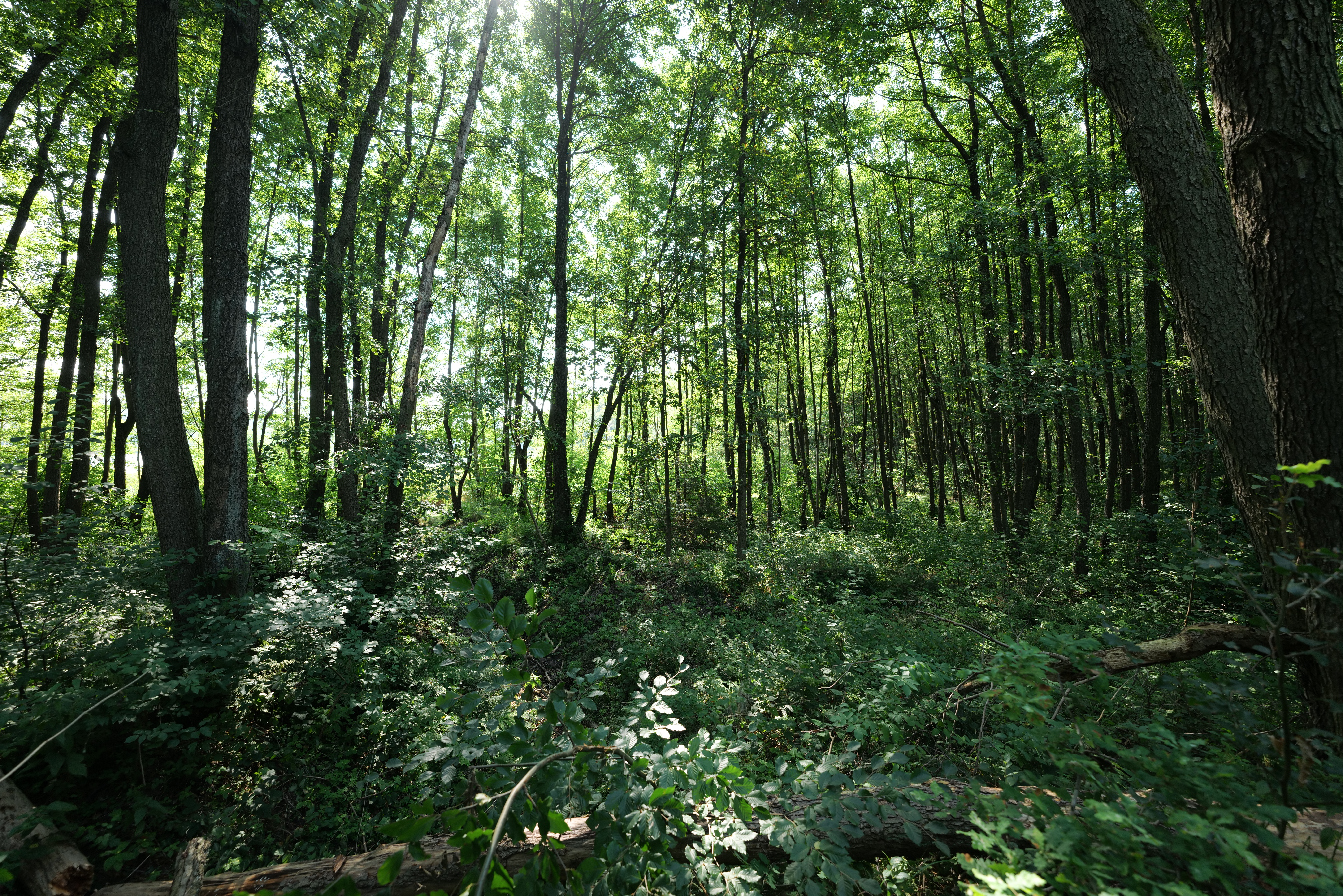
Im Naturschutzgebiet Kastavenseen-Molkenkammersee

Das Naturschutzgebiet Kastavenseen-Molkenkammersee liegt auf dem Gebiet der Städte Fürstenberg/Havel (Landkreis Oberhavel) und Lychen (Landkreis Uckermark) in Brandenburg.
Das Gebiet mit der Kenn-Nummer 1621 wurde mit Verordnung vom 7. Juli 2009 unter Naturschutz gestellt. Das rund 268 ha große Naturschutzgebiet mit dem Großen Kastavensee, dem Kleinen Kastavensee, dem Oberkastavensee und dem Molkenkammersee, erstreckt sich südwestlich von Retzow, einem Ortsteil der Stadt Lychen, und östlich von Neuthymen, einem Wohnplatz von Fürstenberg/Havel. Am südlichen Rand verläuft die Landesstraße L 15. Die Landesgrenze zu Mecklenburg-Vorpommern verläuft im westlichen Bereich des Gebietes  nördlich und im östlichen Bereich westlich. Unweit nordwestlich – auf dem Gebiet des Landkreises Mecklenburgische Seenplatte – erstreckt sich das 10 ha große Naturschutzgebiet Zahrensee bei Dabelow.